# Approche

Manövermäßiger Belagerungsplan einer Festung am Beispiel von Fort Hahneberg, rot in der Bildmitte eingezeichnet die Annäherungswege

Approche (französisch für „Annäherung“) ist der Oberbegriff für zu militärischen Zwecken angelegte, oberirdische Gräben (Schützengräben, Laufgräben) und unterirdische Stollen zur weniger gefahrvollen Annäherung an eine belagerte Festung.

## Sappen und Minen

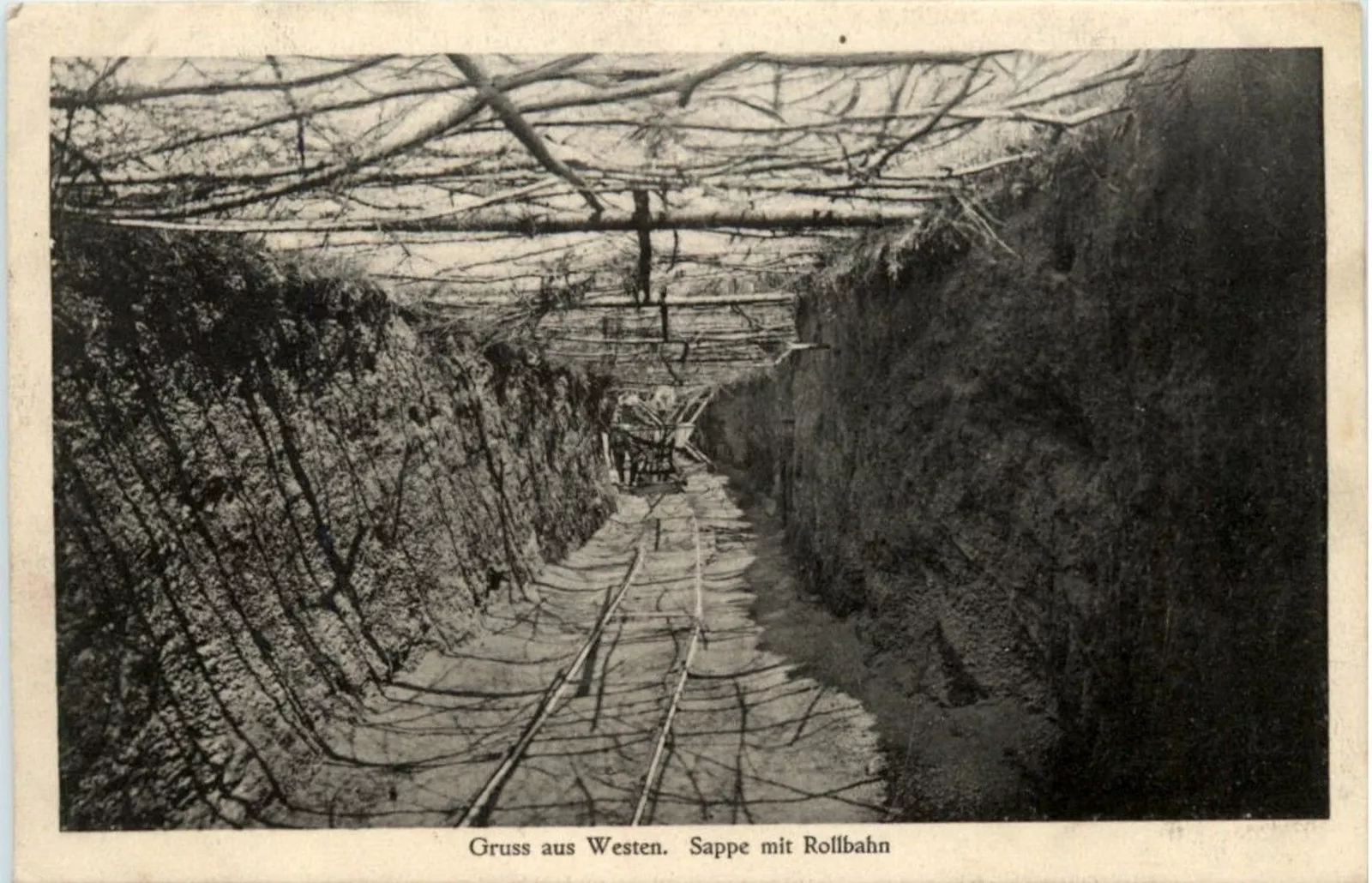
Gruß aus dem Westen. Sappe mit Rollbahn, 1916

- Oberirdische Annäherungswege (Gräben) werden Sappen (von franz. saper: untergraben) genannt.
- Unterirdische Annäherungswege (Stollen) werden Minen genannt.

Oberirdisch angelegte Sappen waren meist in Festungsnähe zum Schutz gegen Beschuss mit Holzlatten abgedeckt. Ziel war es, die Festungsmauern entweder mit Leitern zu überklettern oder durch Rammen oder Sprengen zum Einsturz zu bringen.

## Mittelalter
Im Mittelalter wurden Sappen und Minen von Festungsbauern angelegt, da diese die möglichen Schwachpunkte einer Festung am besten erkannten. Später fand eine Spezialisierung in oberirdisch arbeitende Sappeure und unterirdisch arbeitende Mineure statt. Sappeure wurden im Mittelalter durch einen stark gepanzerten und daher auch sehr schweren Helm, den Sappenhelm geschützt, der zudem noch Stirn- und Nackenkrempen aufweisen konnte.

## Vauban’sche Approchen

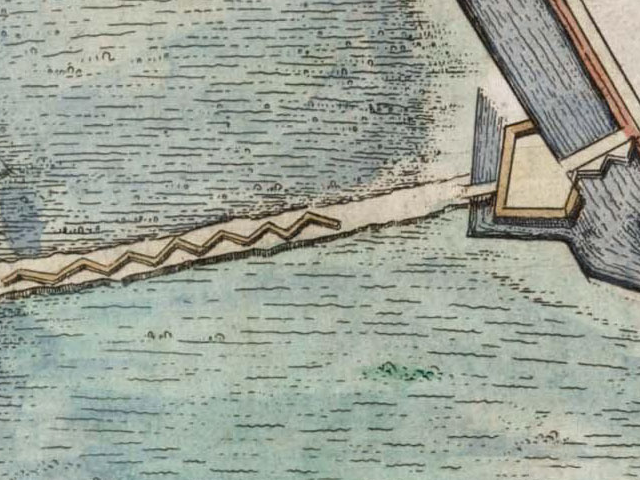
Approche bei der Belagerung von Bredevoort (1597) in charakteristischer Zickzackform

Die sogenannten Vauban’schen Approchen bestanden aus einem Graben (Zug) mit etwa 2,5 Meter Sohlenbreite und 1,25 Meter Tiefe, der bis zur dritten Parallele im Zickzack geführt auf der der Festung zugekehrten Seite mit einer etwa 1 Meter hohen Erdschüttung versehen war. Die Zickzackform war wichtig, um Enfiladefeuer (Feuer auf aufgereihte Ziele) durch die Belagerten zu verhindern. Die einzelnen Approchenzüge legte man vor den einspringenden Winkeln der Festungswerke an und führte die einzelnen Schläge so, dass ihre Verlängerung mindestens 50 Meter vor dem am weitesten vorspringenden Festungswerk vorbeischlug. Jeder vorwärtige Schlag wurde bogenförmig über den rückwärtigen hinaus nach hinten verlängert, was man „Haken“ oder (französisch) „Crochet“ nannte. Diese Haken dienten als Ausweichstellen und/oder zur Aufstellung kleinerer Wachposten. Die zickzackförmigen Approchen wurden jeweils als Sappe (s. o.) ausgeführt. In geringerer Entfernung zur Festung – etwa von der zweiten Parallele an – kam dann die vom Sappeur mit Wälzkorb und sonstigem Hilfsgerät auszuführende vollständige Sappe bzw. später (etwa ab 1870) die einfache Walze, die zur Zerkleinerung von groben Erdschollen verwendet wurde, zum Einsatz. In nächster Nähe zur Festung, etwa vom Fuß des Glacis ab, hätten die Zickzacks allzu spitzwinklig werden müssen, um gegen bestreichendes Feuer geschützt zu sein. Man wich also auf dieser Strecke von der Anwendung der Zickzacks ab und führte die Approchen fortan derartig in gerader Richtung auf die Saillants der Angriffsfront weiter, dass sie durch Traversierung (Traversensappe, Würfelsappe) gegen bestreichendes Feuer Schutz boten. Auf den Freiflächen vor den Festungen wurden hauptsächlich tiefwurzelnde Pflanzen angepflanzt, die das Ausheben von Gräben mit dem Spaten erschwerten.